# Agrotis spinula
Agrotis spinula là một loài bướm đêm trong họ Noctuidae.